# OTTC
OTTC is een tafeltennisvereniging uit de Oss in de provincie Noord-Brabant. OTTC werd opgericht op 16 januari 1941. De club is gevestigd op Sportpark Rusheuvel en heeft daar een eigen speelzaal.

## Geschiedenis
In 1945 sloot OTTC zich aan bij de NTTB. In 1951 werd met DVS gefuseerd, in 1959 met Besano en in 1965 met Putsidingers, de clubnaam bleef na deze fusies steeds behouden. 
OTTC organiseert sinds 1970 het landelijke Maasland Team Toernooi en organiseert sinds 1951 ook de Osse kampioenschappen.
Vanaf 1974 had OTTC een vast speellocatie aan de Leeuwerikstraat en vanaf 2002 ging OTTC spelen op Sportpark Rusheuvel.
In 1987 uitte OTTC beschuldigingen aan het adres van BT Lifters omtrent vermeende omkoping van tegenstanders. Hierdoor zou BT Lifters onterecht de eredivisie hebben behaald. De tuchtcommissie sprak BT LIfters vrij, waardoor OTTC in de eerste divisie bleef.
Het eerste herenteam van OTTC werd in 1988 kampioen van de voorjaarscompetitie in de eerste divisie en promoveerde daardoor voor het eerst naar de Eredivisie. In de eredivisie degradeerde OTTC na een laatste plaats in de najaarscompetitie alweer terug naar de eerste divisie. 
De club heeft rond de honderd leden, in de hoogtijdagen in de jaren tachtig waren dat er ongeveer honderdvijftig.

## Erelijst
- Promotie naar Eredivisie (heren): 1988